# آبشار سری دیت
آبشار سری دیت (به انگلیسی: Namtok Sri Dit ) آبشاری است که در تایلند واقع شده و ارتفاع کلی ریزشگاه آن ۲۷ متر است.